# Louis Delport
Pour les articles homonymes, voir Delport.
Louis Delport est un homme politique français né le 24 septembre 1866 à Cahors (Lot) et décédé le 22 janvier 1940 à Cahors.

## Biographie
Propriétaire agriculteur et planteur de tabac, il fonde en 1905 le syndicat local des planteurs de tabac, puis participe à la création de confédération générale des planteurs de tabac de France qu'il préside.
Il est député du Lot de 1919 à 1924 et de 1928 à 1932, inscrit au groupe de l'Entente républicaine démocratique. Il préside à la chambre le groupe de défense des planteurs de tabac.

## Sources
- « Louis Delport », dans le Dictionnaire des parlementaires français (1889-1940), sous la direction de Jean Jolly, PUF, 1960 [détail de l’édition]